# Éducation routière

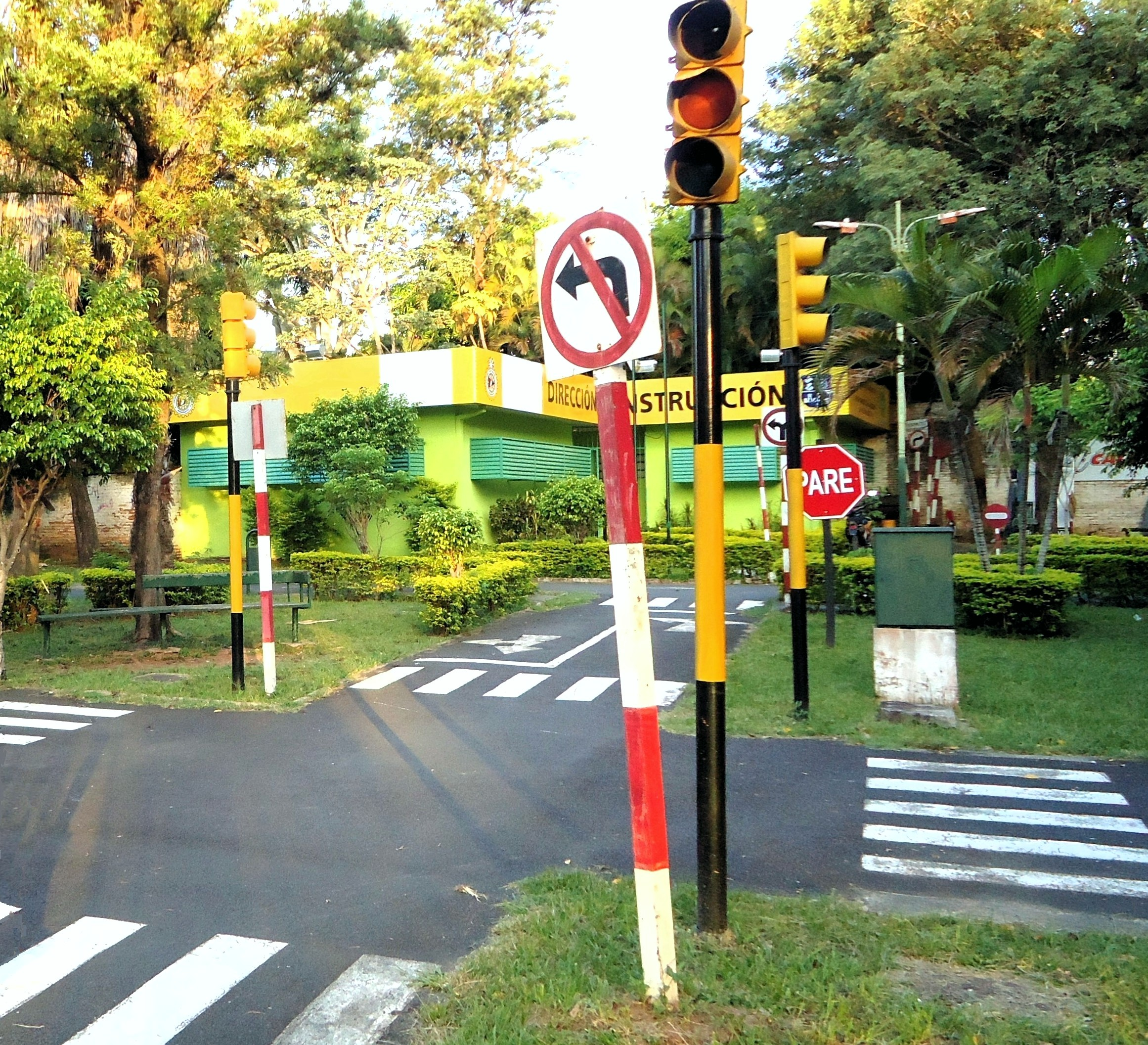
Parc infantile de Traffic sur la place Plaza Olímpica de Asunción.

L'éducation routière est l'ensemble des apprentissages qui permettent de se protéger des dangers de la circulation, de tenir compte des autres usagers de l'espace routier et d'acquérir toutes les connaissances concernant la sécurité routière.
Cet apprentissage est multiple : dans le cadre scolaire ou familial, en auto-école, en entreprise…
Si le rôle d'éducation et d'exemple des parents est essentiel, l'éducation routière à l'école, lorsqu'elle est mise en œuvre, apporte à l'élève des connaissances sur les règles de circulation et de sécurité, des savoir-faire tels qu'anticiper les situations à risques ou traiter les informations de la route, ainsi que des notions de comportements comme le respect des autres usagers.

## Historique

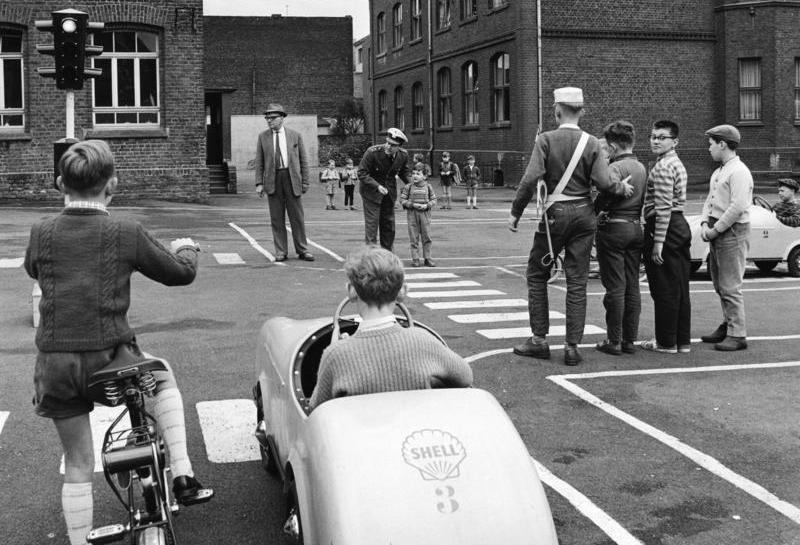
Éducation routière en Allemagne, 1961

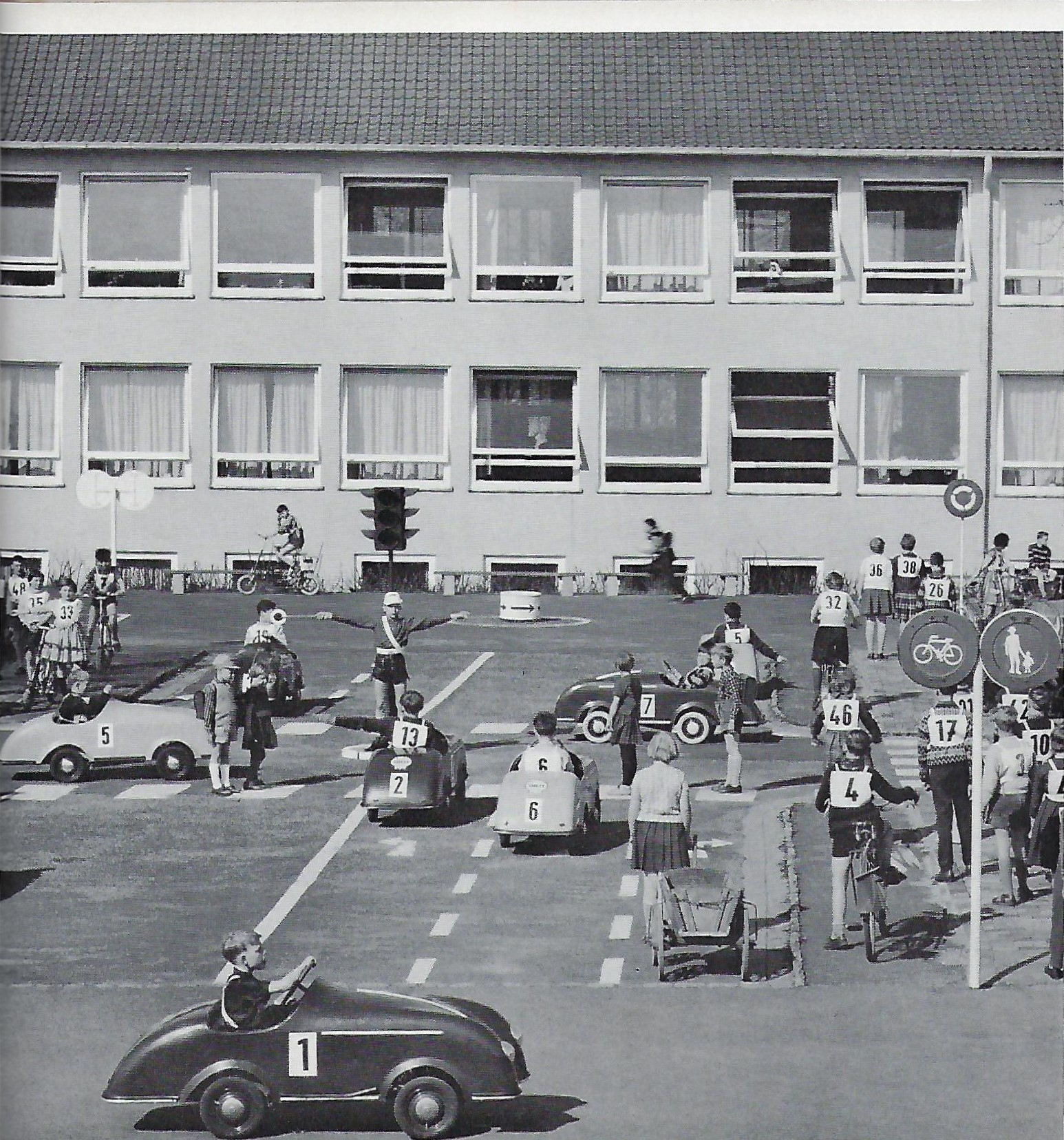
Éducation routière à Minden, Allemagne, 1972.

Depuis 1957, en France, l’éducation routière est obligatoire à l’école (loi du 26 juillet 1957). Cette éducation prévoyait l’apprentissage des règles nécessaires au déplacement piéton et vélo mais également « à la conduite des animaux isolés ou en groupe et des troupeaux ».
Depuis 1973, en France, et son pic historique de mortalité routière, l'État français a décidé de faire de la lutte contre l'insécurité routière une de ses prérogatives. L'éducation routière via le continuum éducatif est un des moyens mis en place pour améliorer la sécurité routière et former des conducteurs sûrs.
En 1993, en France, les attestations scolaires de sécurité routière (ASSR1 et ASSR2) ont été mises en place.
En 2018, l'État du Yucatán au Mexique a déclaré obligatoire l'éducation routière.

## France
Cet apprentissage démarre dès l'âge de 3 ans à l'entrée en école maternelle. Elle se poursuit bien-après le cursus scolaire avec le passage du permis et sa période probatoire et les stages de sensibilisation à la sécurité routière.
En France s'applique le continuum éducatif.

## Autres pays
En Espagne l'Educación vial (« éducation routière ») est incorporée à plusieurs niveaux éducatifs, faisant partie du programme de l'éducation primaire et de l'éducation secondaire obligatoire (ESO),.
Le Mexique ne dispose pas d'un programme national, mais certains États mènent des campagnes, programmes et ateliers d'éducation routière pour les niveaux d'éducation basique et secondaire. L'État du Yucatán rendu obligatoire l'éducation routière en 2018.
En Europe, la matière est obligatoire dans les écoles d'au moins sept pays : Belgique, Danemark, Tchéquie, Allemagne, Pologne, Italie, Espagne et Lettonie. De plus des programmes volontaires ont été créés en Autriche, Bulgarie, Finlande, France, Slovaquie, Slovénie, Suède et Royaume-Uni.